# Pterygotrigla
Genre
Pterygotrigla est un genre de poissons téléostéens de la famille des Triglidae. Ces poissons sont généralement appelés « grondins ». 

## Liste d'espèces
Selon World Register of Marine Species (10 février 2016) :
- Pterygotrigla amaokai Richards, Yato & Last, 2003
- Pterygotrigla andertoni Waite, 1910
- Pterygotrigla arabica (Boulenger, 1888)
- Pterygotrigla cajorarori Richards & Yato, 2012
- Pterygotrigla draiggoch Richards, Yato & Last, 2003
- Pterygotrigla elicryste Richards, Yato & Last, 2003
- Pterygotrigla gomoni Last & Richards, 2012
- Pterygotrigla guezei Fourmanoir, 1963
- Pterygotrigla hafizi Richards, Yato & Last, 2003
- Pterygotrigla hemisticta (Temminck & Schlegel, 1843)
- Pterygotrigla hoplites (Fowler, 1938)
- Pterygotrigla leptacanthus (Günther, 1880)
- Pterygotrigla macrolepidota (Kamohara, 1938)
- Pterygotrigla macrorhynchus Kamohara, 1936
- Pterygotrigla megalops (Fowler, 1938)
- Pterygotrigla multiocellata (Matsubara, 1937)
- Pterygotrigla multipunctata Yatou & Yamakawa, 1983
- Pterygotrigla pauli Hardy, 1982
- Pterygotrigla picta (Günther, 1880)
- Pterygotrigla polyommata (Richardson, 1839)
- Pterygotrigla robertsi del Cerro & Lloris, 1997
- Pterygotrigla ryukyuensis Matsubara & Hiyama, 1932
- Pterygotrigla saumarez Last & Richards, 2012
- Pterygotrigla soela Richards, Yato & Last, 2003
- Pterygotrigla spirai Golani & Baranes, 1997
- Pterygotrigla tagala (Herre & Kauffman, 1952)
- Pterygotrigla urashimai Richards, Yato & Last, 2003

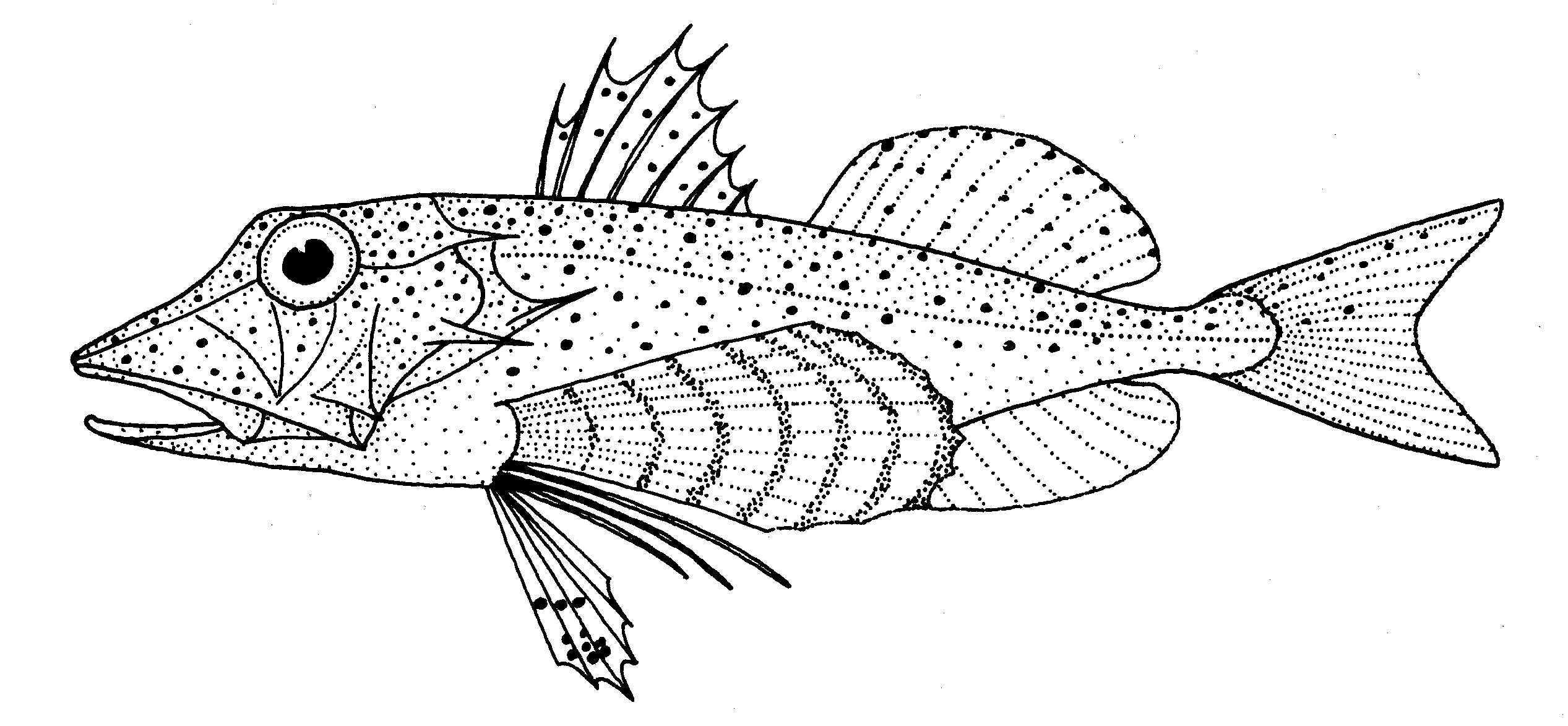
Pterygotrigla picta
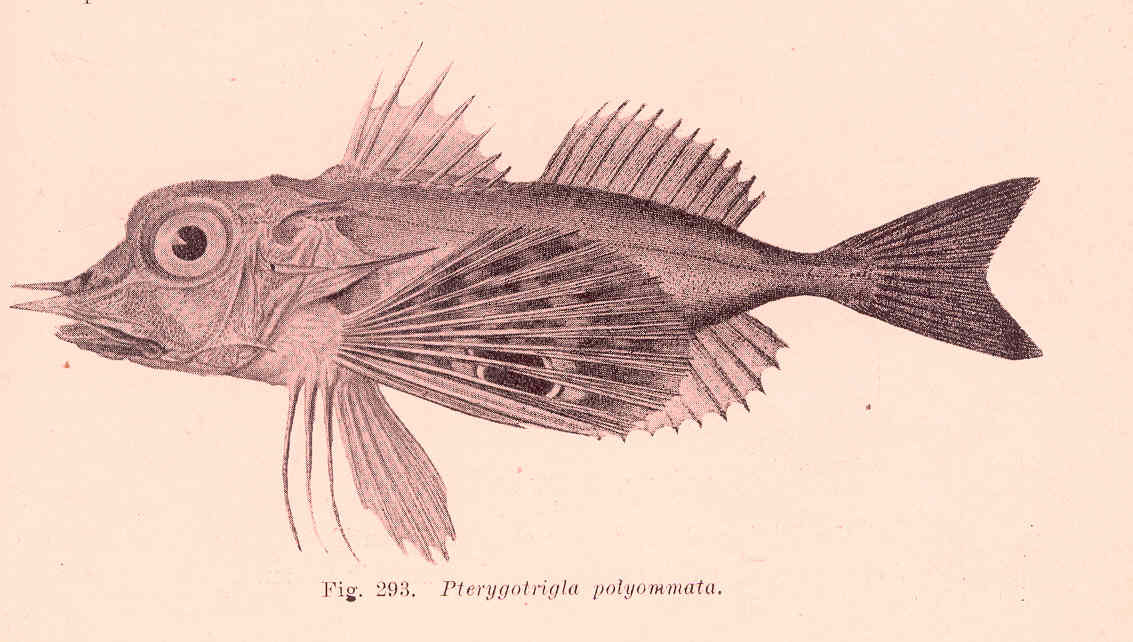
Pterygotrigla polyommata